# Dakodonou

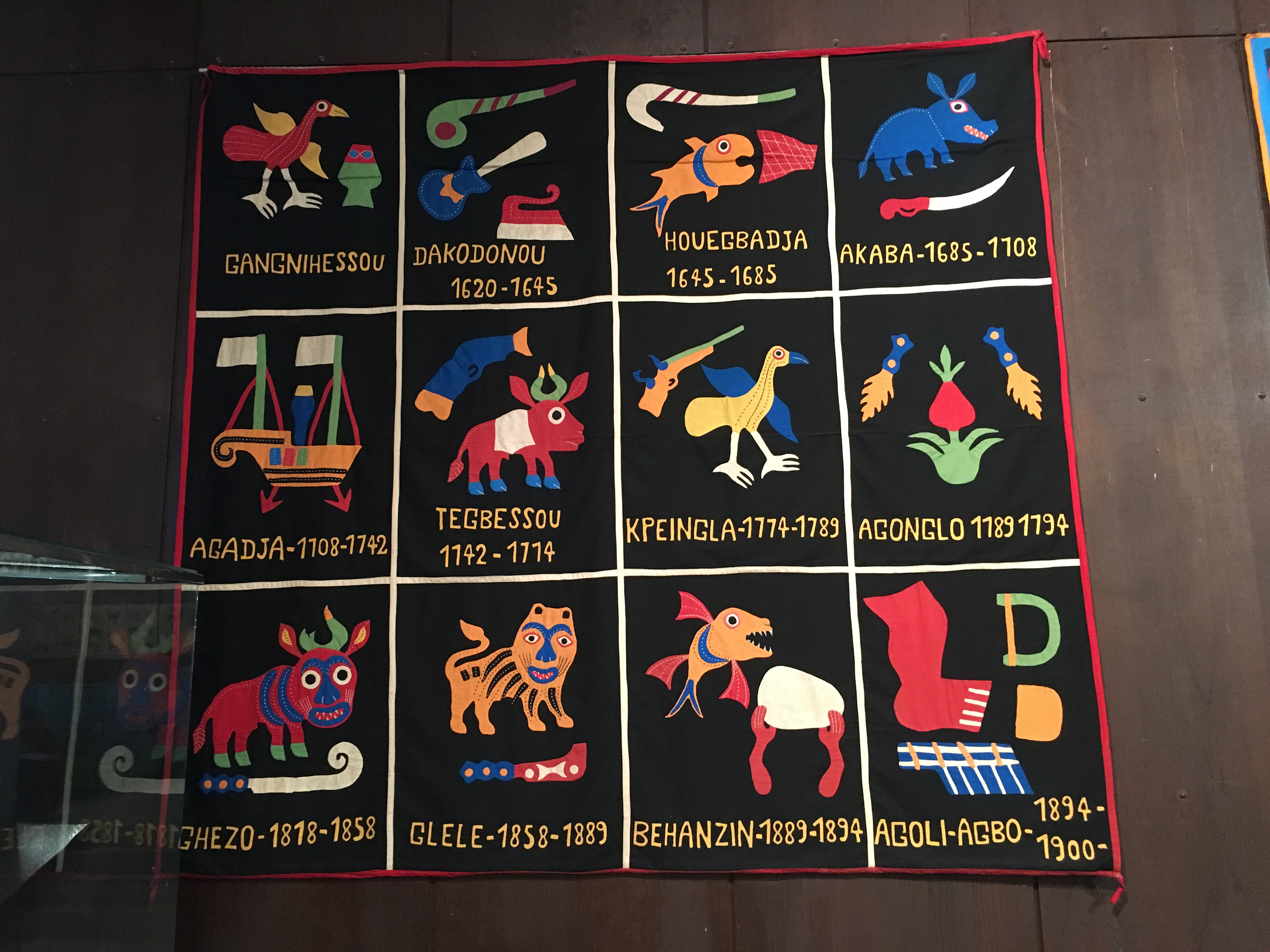
Dakodonou

Dakodonou fue el segundo rey de Dahomey. Reinó desde 1620 a 1645. En las historias abomey tradicionales, Dakodonou derrocó a su hermano, el rey Gangnihessou, cuando este se encontraba ausente de la capital viajando por su reino. Dakodonou es retratado como un hombre violento y brutal. Sus símbolos eran un jarro de índigo (una referencia al asesinato que cometió de un plantador de índigo y cuyo nombre, 'Dako', agregó al suyo propio), una caja de yesca y una maza de guerra. Antes de morir, Dakodonou nombró a su sobrino, Aho Houegbadja, como su sucesor.
Se cree que el pueblo subterráneo de Agongointo-Zoungoudo fue construido durante el reinado de Dakodonou
| Predecesor: Gangnihessou | Rey de Dahomey 1620-1645 | Sucesor: Aho Houegbadja |